# Pylaisiadelpha brasiliensis
Pylaisiadelpha brasiliensis är en bladmossart som beskrevs av H. Crum 1984. Pylaisiadelpha brasiliensis ingår i släktet Pylaisiadelpha och familjen Sematophyllaceae. Inga underarter finns listade i Catalogue of Life.